# 吾妻日出夫
吾妻日出夫（日语：／ Azuma Hideo，1950年2月6日—2019年10月13日），男性日本漫畫家，北海道十勝郡浦幌町宝町出身。他的筆名是，日語讀音與本名相同。
從1972年起以美少女、荒謬科幻、搞笑、戲仿等風格著稱，是80年代後日本美少女、蘿莉控風潮的濫觴，影響現今日本動漫、御宅族文化甚鉅，但在他畢生被改編成動畫的作品就只有《天界小神仙》和《妙趣小飛仙》。全盛期一個月要交130張原稿。
龐大的工作壓力讓吾妻在80到90年間曾因酒癮多次入院治療，兩度失蹤成為街友，企圖自殺但失敗。他將這段期間的經歷以詼諧手法畫成漫畫作品《失蹤日記》（失踪日記），於2005年出版。《失蹤日記》獲得第34屆日本漫畫家協會獎的大獎、第9屆日本新媒體動漫藝術節漫畫部門大獎、第10屆手塚治虫文化獎漫畫大獎（是史上第一部同時得到前三個獎項的作品）、第37屆日本科幻大會非科幻組星雲獎，以及義大利格蘭·圭尼吉獎（Gran Guinigi）的再發現作品獎。
2017年罹患食道癌，2019年10月13日於病院過世，享壽69歲。

## 外部連結
- 吾妻ひでお official homepage（页面存档备份，存于）（日語）
- 吾妻日出夫的X（前Twitter）（日語）
- 「失踪日記」の漫画家、吾妻ひでおさん死去 (産経新聞記事,2019年10月21日)（页面存档备份，存于）（日語）
- 「断酒を続けてえられた評価」、発表者Ａ・Ｈ　所属　練馬断酒会、酒害体験談（2008年7月5日、NPO法人東京断酒新生会）（页面存档备份，存于）（日語）